# Inositol

Inositol

Inositol (resp. myo-inositol, což je označení pro v přírodě převažující stereoizomer) je cyklický alkohol s šesti hydroxylovými skupinami vzniklý redukcí příslušného cukru. Inositol je důležitým stavebním prvkem některých fosfolipidů a dalších biomolekul v těle.

## Syntéza
Myo-inositol je v lidském těle vyráběn dvoukrokovým mechanismem. V první fázi je glukóza-6-fosfát izomerizován pomocí inositol-3-fosfát syntázy (ISYNA1) na myo-inositol-1-fosfát. Ten je následně defosforylován pomocí inositolmonofosfatázy (IMPáza 1) na volný myo-inositol. Syntéza inositolu probíhá převážně v ledvinách v množství několika gramů za den.

## Význam v těle
Inositol se účastní celé řady biochemických reakcí v těle. Reaguje s CDP-diacylglycerolem za vzniku fosfatidylinositolu (PI), důležitého membránového fosfolipidu se signální funkcí. Ten může být následně na inositolovém kruhu fosforylován a vznikají fosfatidylinositidy. Patří mezi ně i fosfatidylinositol-4,5-bisfosfát, který však může být následně zpětně rozkládán fosfolipázou C na inositoltrifosfát a diacylglycerol. Fosfatidylinositol je významnou výchozí látkou i pro vznik tzv. GPI kotvy.
Vyjma zmíněného inositoltrifosfátu, který je důležitou signální molekulou (tzv. druhým poslem), existuje i celá řada dalších inositol mono-, a polyfosfátů. U rostlin tyto inositolfosfáty slouží jako zásobní látky.

## Využití
Inositol, či některý z jeho derivátů, hraje také určitý význam v průmyslu. Inositolnitrát se může využívat při výrobě výbušnin jako želatinizující látka při zpracování nitrocelulózy. Samotný inositol může být slibnou látkou ve farmaceutickém průmyslu; vysoké dávky inositolu se v klinických studiích osvědčily při omezování příznaků obsedantně kompulzivní poruchy a dalších duševních poruch.
Inositol se někdy při pouličním prodeji přidává k tvrdým drogám (kokain, heroin) ke zředění. Má totiž podobnou barvu a chemické vlastnosti. Byl využíván i při natáčení filmu Kokain z roku 2001.

## Další izomery

myo-
scyllo-
muco-
chiro-
neo-
allo-
epi-
cis-